# L'Argent par les fenêtres
Pour plus de détails, voir Fiche technique et Distribution.
L'Argent par les fenêtres est film britannique de comédie réalisé par Norman Lee, mettant en vedette Kid Berg, Judy Kelly et Julian Rose et sorti en 1933. Le film est la version française de la comédie Money Talks (en) produite aux Elstree Studios par British International Pictures.

## Synopsis
Un homme très âgé et riche se voit contraint de prouver qu'il est dans le besoin pour pouvoir hériter d'une fortune. Il va jouer la comédie sur ses finances mais les choses ne vont pas aller comme il pensait...

## Distribution
- Kid Berg
- Judy Kelly
- Julian Rose